# Brit Pettersen
Brit Pettersen (Lillehammer, 29 november 1961) is een Noors langlaufster.

## Carrière
Pettersen won tijdens de spelen van 1980 de bronzen medaille op de estafette. Vier jaar later tijdens de Olympische Winterspelen 1984 won Pettersen de gouden medaille op de estafette en de bronzen medaille op de 10 kilometer.
Pettersen werd in 1982 in eigen land wereldkampioen op de estafette.

## Belangrijkste resultaten

### Olympische Winterspelen
| Editie | Plaats      | Resultaten                             |
| ------ | ----------- | -------------------------------------- |
| 1980   | Lake Placid | 21e 5 km · estafette                   |
| 1984   | Sarajevo    | 6e 5 km · 10 km · 6e 20 km · estafette |
| 1988   | Calgary     | 11e 5 km klassiek 14e 10 km klassiek   |

### Wereldkampioenschappen langlaufen
| Editie | Plaats      | Resultaten                                                 |
| ------ | ----------- | ---------------------------------------------------------- |
| 1980   | Lake Placid | 21e 5 km · estafette                                       |
| 1982   | Oslo        | 5 km klassiek · 4e 10 km vrij · 11e 20 km vrij · estafette |
| 1985   | Seefeld     | 7e 5 km klassiek · 13e 10 km vrij · 20 km klassiek         |
| 1987   | Oberstdorf  | 6e 5 km klassiek · 10 km klassiek                          |